# Élections européennes de 2004 au Portugal
Les élections européennes se sont déroulées le dimanche 13 juin 2004 au Portugal pour désigner les 24 députés européens au Parlement européen, pour la législature 2004-2009.

## Résultats
Au Portugal, les bulletins blancs et les bulletins nuls sont comptabilisés parmi les suffrages exprimés.
Résultats des élections européennes au Portugal du 13 juin 2004
| Parti                           | Parti                                              | Parti européen                  | Groupe                          | Votes     | Votes  | Votes | Sièges | Sièges |
| Parti                           | Parti                                              | Parti européen                  | Groupe                          | No.       | %      | +−    | No.    | +−     |
| ------------------------------- | -------------------------------------------------- | ------------------------------- | ------------------------------- | --------- | ------ | ----- | ------ | ------ |
|                                 | Parti socialiste (PS)                              | PSE                             | S&D                             | 1 516 001 | 44,52  | +1,5  | 12     | =      |
|                                 | Força Portugal (PPD/PSD, CDS/PP)                   | PPE                             | PPE                             | 1 132 769 | 33,27  | −6    | 9      | −2     |
|                                 | Coalition démocratique unitaire (CDU)              | PGE, PVE                        | GUE/NGL                         | 309 401   | 9,09   | +1,2  | 2      | =      |
|                                 | Bloc de gauche (BE)                                | GAE                             | GUE/NGL                         | 167 313   | 4,91   | +3,1  | 1      | +1     |
|                                 | Parti communiste des travailleurs portugais (PCTP) |                                 |                                 | 36 294    | 1,07   | +0,2  | 0      | =      |
|                                 | Parti de la nouvelle démocratie (PND)              |                                 |                                 | 33 833    | 0,99   | Nv.   | 0      | =      |
|                                 | Parti populaire monarchiste (PPM)                  | MCPE                            |                                 | 15 454    | 0,45   | -0,5  | 0      | =      |
|                                 | Mouvement pour les malades (MD)                    |                                 |                                 | 13 840    | 0,41   | Nv.   | 0      | =      |
|                                 | Parti de la Terre (MPT)                            | ALDE                            |                                 | 13 671    | 0,40   | =     | 0      | =      |
|                                 | Parti humaniste (PH)                               |                                 |                                 | 13 272    | 0,39   | Nv.   | 0      | =      |
|                                 | Parti national rénovateur (PNR)                    |                                 |                                 | 8 405     | 0,25   | Nv.   | 0      | =      |
|                                 | Parti démocratique de l'Atlantique (PDA)           |                                 |                                 | 5 588     | 0,16   | =     | 0      | =      |
|                                 | Parti ouvrier d'unité socialiste (POUS)            |                                 |                                 | 4 275     | 0,13   | =     | 0      | =      |
| Bulletins blancs                | Bulletins blancs                                   | Bulletins blancs                | Bulletins blancs                | 87 442    | 2,57   | +0,8  |        |        |
| Bulletins nuls                  | Bulletins nuls                                     | Bulletins nuls                  | Bulletins nuls                  | 47 224    | 1,39   | -0,1  |        |        |
| Total (Participation : 38,60 %) | Total (Participation : 38,60 %)                    | Total (Participation : 38,60 %) | Total (Participation : 38,60 %) | 3 404 782 | 100,00 | -     | 24     | −1     |
| Inscrits                        | Inscrits                                           | Inscrits                        | Inscrits                        | 8 821 456 |        |       |        |        |